# Breviceratops
Breviceratops là một chi khủng long, được Kurzanov mô tả khoa học năm 1990.